# Teoría del fondo de salarios
La teoría del fondo de salarios o teoría de la compensación salarial (en inglés: Wage–fund doctrine) es una teoría económica temprana que busca demostrar que la cantidad de dinero que un trabajador gana en salarios, pagada a partir de una cantidad fija de fondos disponibles para los empleadores cada año (capital), está determinada por la relación entre los salarios y el capital con cualquier cambio en la población. En palabras de John Ramsay McCulloch: 

"los salarios dependen en cada momento de la magnitud del Fondo o Capital destinado al pago de salarios en comparación con el número de trabajadores... Los trabajadores son en todas partes el divisor, el capital el dividendo."

Los economistas que establecieron esta relación por primera vez asumieron que la cantidad de capital disponible en un año determinado para pagar salarios era invariable. Por lo tanto, pensaron que, a medida que la población cambiaba, también lo harían los salarios de los trabajadores. Si la población aumentaba, pero la cantidad de dinero disponible para pagar salarios se mantenía constante, el resultado podría ser que todos los trabajadores ganaran menos, o si un trabajador ganara más, otro tendría que ganar menos para compensarlo, y los trabajadores tendrían dificultades para ganar lo suficiente para cubrir sus necesidades básicas.
Economistas posteriores determinaron que la relación entre el capital y los salarios era más compleja de lo que se creía originalmente. Esto se debe a que el capital en un año determinado no es necesariamente una cantidad fija, y la doctrina del fondo salarial fue finalmente abandonada en favor de modelos posteriores.

## Modelo
En esencia, la doctrina de los fondos salariales establece que los salarios reales de los trabajadores están determinados por una relación entre el capital y la población de trabajadores disponibles.
{\displaystyle Salario={\frac {\mbox{Capital}}{\mbox{Población}}}}
En este modelo, existe una cantidad fija de capital disponible para cubrir los costos de producción y los salarios necesarios para mantener a los trabajadores durante el período comprendido entre el inicio de la producción y la venta de la misma. El capital puede variar de un año a otro, pero solo como resultado de la reinversión de los ahorros del año anterior. «El fondo salarial, por lo tanto, puede ser mayor o menor en otro momento, pero en el momento en que se toma es definitivo». (Walker)
La población es la variable endógena que afecta los salarios. A medida que la población activa cambia, el salario disponible se mueve en la dirección opuesta. Además, dado que el capital es fijo, «la totalidad del [fondo salarial] se distribuye sin pérdidas; y la cantidad promedio recibida por cada trabajador está, por lo tanto, determinada con precisión por la relación existente entre el fondo salarial y el número de trabajadores». (Walker)
Si un trabajador gana más, otro trabajador debe ganar menos para compensar. "La única posibilidad de aceptar un cambio (sube, baja) de los salarios, obedece al aumento del capital circulante (fondo de salarios) por parte de los capitalistas o, a la disminución de la población trabajadora".

## Orígenes
La doctrina tiene sus raíces en el Tableau économique de los fisiócratas (Spiegel, pág. 389), en el que los terratenientes proporcionan capital a los agricultores en forma de arrendamientos de tierras. La extensión de la tierra y sus rentas son fijas, y el capital necesario para el suministro de insumos agrícolas y alimentos para los trabajadores en un año determinado se deriva directamente de las ganancias de la producción del año anterior. La población también es un factor variable, pero para los fisiócratas, estaba limitada por la cantidad de tierra disponible para el cultivo de alimentos, no por la cantidad de capital disponible para pagar los salarios.
Desde principios del siglo XIX hasta después del fin de las guerras napoleónicas en 1815, Gran Bretaña tuvo casi pleno empleo, hasta el punto de que «un aumento en el número de trabajadores tuvo el efecto de dejar a algunos sin empleo o reducir los salarios para todos». (Walker)
Se creía que el capital provenía únicamente del ahorro de años anteriores, y que no se podía añadir dinero adicional al proceso de producción para mantener a más trabajadores. Además, el capital utilizado en la ecuación anterior era el concepto macroeconómico de la riqueza total acumulada de un país, no la riqueza de los individuos.
Sin embargo, a nivel macroeconómico, se había generado suficiente capital en años anteriores como para que «los empleadores no tuvieran dificultades financieras para pagar a sus trabajadores por mes, semana o día, en lugar de exigirles que esperaran a que su trabajo se viera recompensado con el producto cosechado o comercializado». (Walker)
A diferencia del cuadro de los fisiócratas, el dinero para mantener la subsistencia de los empleados durante la producción no tenía que provenir de los ahorros del año anterior. Sin embargo, los salarios eran tan bajos que los trabajadores aún vivían a un nivel de subsistencia mínimo.

## Principios de economía política
Los Principios de economía política de John Stuart Mill, publicados en 1848, ofrecen el tratamiento definitivo de la Doctrina del Fondo Salarial. La solución de Mill para aumentar el salario por encima del nivel de subsistencia es controlar el crecimiento de la población. Si la población creciera más rápido que el crecimiento del capital, los salarios caerían. Si los salarios cayeran por debajo del nivel de subsistencia, la población disminuiría debido a enfermedades y hambrunas.
En 1869, Mill matiza su apoyo a la Doctrina del Fondo Salarial al reconocer que el capital no es necesariamente fijo, ya que puede complementarse con "los ingresos del empleador, que de otro modo podrían destinarse al ahorro o al consumo" (Spiegel, pág. 390). Sin embargo, Mill finalmente descubrió un error en la doctrina del fondo salarial al leer "Sobre el trabajo" de William Thornton y lo declaró un "error prevaleciente y dañino".  Walker también afirma en "La cuestión de los salarios" que los límites al capital y al crecimiento demográfico "fueron accidentales, no esenciales" para la formación de la doctrina. La limitación al crecimiento de la capacidad industrial impuso un límite al número de trabajadores que podían ser acomodados por encima del límite del capital. Además, la agricultura inglesa "había alcanzado la condición de rendimientos decrecientes" (Walker); por lo tanto, cada trabajador adicional no producía más de lo que necesitaba para su supervivencia. Dadas las mejoras en la tecnología y la productividad que siguieron a 1848, las razones originales que dieron origen a la doctrina fueron vistas como inusuales y no como la base de una ley universal.

## Crítica

### William Stanley Jevons
En un prefacio a la primera edición de su publicación de 1871, La teoría de la economía política, una obra seminal en la Revolución Marginal en la teoría económica, William Stanley Jevons critica la doctrina del fondo salarial como inútil, calificándola de "puramente delirante" y afirmando:
Esta teoría pretende resolver el problema principal de la ciencia económica: determinar los salarios del trabajo; sin embargo, tras un examen más detenido, se descubre que su conclusión es una mera verdad, a saber, que el salario medio se obtiene dividiendo el importe total destinado al pago de salarios entre el número de personas entre quienes se divide. 

### Henry George
En el capítulo III de su tratado de 1879 sobre las causas de la pobreza en las economías progresistas, Progreso y pobreza, el economista autodidacta Henry George argumenta contra la doctrina de los fondos salariales, escribiendo:
"La proposición que intentaré demostrar es que los salarios, en lugar de provenir del capital, en realidad provienen del producto del trabajo por el cual se pagan... Ni el dinero, que no es más que la letra de cambio, ni la riqueza que se requiere mediante la letra de cambio representan anticipos de capital para su manutención; por el contrario, representan la riqueza, o una parte de ella, que su trabajo ya ha añadido al capital general."
En lugar de que la pobreza entre los asalariados sea causada por la superpoblación, Henry George, en el Capítulo IX, sostiene que es el margen de producción, y no la población de trabajadores que comparte un fondo de capital, lo que determina la tasa de salarios:
"La ley del salario que hemos obtenido así es la que obtuvimos anteriormente como corolario de la ley de la renta.

 Es que:

 "Los salarios dependen del margen de producción, o del producto que el trabajo puede obtener en el punto más alto de productividad natural disponible para él sin el pago de renta." 